# Madre (film, 2019)
Pour les articles homonymes, voir Madre (homonymie).
Pour plus de détails, voir Fiche technique et Distribution.
Madre est un film franco-espagnol réalisé par Rodrigo Sorogoyen, sorti en 2019.

## Synopsis
Dix ans après la disparition de son fils de 6 ans sur une plage en France alors qu'il était sous la garde de son père, Elena quitte l'Espagne et vient vivre près de l'endroit de la disparition, à Vieux-Boucau. Toujours obsédée par la perte de son fils, elle travaille dans un restaurant de la plage. Un jour, elle croise Jean, un adolescent qui lui rappelle son fils et entreprend de le suivre tout en sachant que ce ne peut être lui, mais le garçon a remarqué l'intérêt qu'il suscite et force une rencontre qu'Elena ne désirait peut-être pas. Devant l'insistance du garçon une amitié complexe et forte va naître entre ces deux êtres qui poursuivent des buts inatteignables, pour Elena imaginer revivre avec son fils et pour Jean fuir sa famille qu'il méprise.

## Fiche technique
- Titre original et français : Madre
- Réalisation : Rodrigo Sorogoyen
- Scénario : Isabel Peña et Rodrigo Sorogoyen
- Musique : Olivier Arson
- Costumes : Ana López Cobos
- Photographie : Alejandro de Pablo
- Montage : Alberto del Campo
- Pays d'origine :  Espagne et  France
- Langues originales : espagnol et français
- Format : couleur — 35 mm — 2,35:1
- Genre : drame, thriller psychologique
- Durée : 128 minutes
- Dates de sortie :
  - Italie : 30 août 2019 (Mostra de Venise 2019)
  - France : 20 octobre 2019 (Festival du cinéma méditerranéen de Montpellier) ; 22 juillet 2020 (sortie nationale)
  - Espagne : 15 novembre 2019

## Distribution
- Marta Nieto : Elena
- Jules Porier : Jean
- Alex Brendemühl : Joseba, le fiancé d'Elena
- Anne Consigny : Léa, la mère de Jean
- Frédéric Pierrot : Grégory, le père de Jean
- Guillaume Arnault : Benoît, le frère aîné de Jean
- Raúl Prieto: Ramón, l'ex d'Elena
- Blanca Apilánez : la mère d'Elena
- Álvaro Balas : Iván, le fils d'Elena et Ramón (voix)
- Lou Lampros : Caroline, l'ex de Jean
- Romain Berger : Olivier
- Alexandre Pagani : Benjamin, le petit frère de Jean et Benoit

## Musique
Le morceau que Jean fait écouter à Elena à deux reprises est le morceau Jeunesse lève-toi du chanteur Damien Saez, paru en 2008. 

## Accueil

### Critique
En France, le site Allociné recense une moyenne des critiques presse de 3,6/5.

## Distinctions

### Récompense
- Mostra de Venise 2019 : Prix de la meilleure actrice de la section Orizzonti pour Marta Nieto[2]

### Sélections
- Festival du cinéma méditerranéen de Montpellier 2019 : sélection en compétition
- Arras Film Festival 2019 : sélection en section Découvertes européennes

### Nominations
- 34e cérémonie des Goyas 2020 : meilleure actrice, meilleur scénario adapté et meilleur montage